# جایزه بزرگ فرانسه ۱۹۷۵
جایزه بزرگ فرانسه ۱۹۷۵ (انگلیسی: ‎1975 French Grand Prix‎) یک مسابقهٔ موتوری در رشتهٔ اتومبیل‌رانی فرمول یک بود که در تاریخ ۶ ژوئیهٔ ۱۹۷۵ در پیست پل ریکارد واقع در لا کاستلت، ور، فرانسه برگزار شد. این گراند پری در میان ۱۴ گراند پری در فصل ۱۹۷۵، مسابقهٔ شمارهٔ ۹ بود.
در این مسابقه که در ۵۴ دور و به مسافت ۳۱۳٫۶۸۶ کیلومتر (۱۹۴٫۹۱۵ مایل) برگزار شد، پول پوزیشن توسط نیکی لائودا کسب شد و سریع‌ترین زمان برای طی یک دور پیست که برابر با ۱:۵۰٫۶۰ بود نیز توسط یوخن ماس به ثبت رسید.
نیکی لائودا از تیم فراری، جیمز هانت از تیم هسکث-فورد و یوخن ماس از تیم مک‌لارن-فورد به‌ترتیب مقام‌های اول تا سوم مسابقه را کسب کردند.

## رده‌بندی قهرمانی پس از مسابقه
| جایگاه | راننده           | امتیاز |
| ------ | ---------------- | ------ |
| ۱      | نیکی لائودا      | ۴۷     |
| ۲      | کارلوس روتمان    | ۲۵     |
| ۳      | امرسون فیتیپالدی | ۲۴     |
| ۴      | جیمز هانت        | ۲۲     |
| ۵      | کارلوس پیس       | ۱۸     |
| منبع:  |                  |        |

| جایگاه | سازنده      | امتیاز  |
| ------ | ----------- | ------- |
| ۱      | فراری       | ۵۰      |
| ۲      | برابام-فورد | ۳۶ (۳۸) |
| ۳      | مک‌لارن-فورد | ۳۰٫۵    |
| ۴      | هسکث-فورد   | ۲۲      |
| ۵      | تایرل-فورد  | ۲۰      |
| منبع:  |             |         |

یادداشت
- تنها پنج جایگاه نخست از هر رده‌بندی نمایش داده شده‌است.